# Santa Cruz de Juventino Rosas
Santa Cruz de Juventino Rosas é um município do estado de Guanajuato, no México.